# Acta medica Scandinavica
Acta medica Scandinavica var en nordisk tidskrift inom medicin (framför allt internmedicin) som gavs ut 1919 till 1988.
Acta medica Scandinavica hade en bakgrund i Nordiskt medicinskt arkiv, som 1901 delades upp i en avdelning för kirgurgi och en för inre medicin. 1919 ombildades de båda avdelningarna till två skilda tidskrifter, Acta chirurgica scandinavica respektive Acta medica Scandinavica, den senare redigerad av professor Israel Holmgren. I redaktionen ingick även andra svenska samt norska, danska och finska forskare. 
Tidskriftens efterföljare från 1989 är Journal of Internal Medicine.

## Redaktörer
- Israel Holmgren, 1919-1957
- Birger Strandell, 1957-1972
- Jan G. Waldenström, 1973-1981
- Lars Erik Böttiger, 1981-1988